# Talamone
Talamone è una frazione del comune italiano di Orbetello, nella provincia di Grosseto, in Toscana.

## Geografia fisica
Il borgo di Talamone sorge su un promontorio roccioso, che si trova sul confine meridionale del Parco naturale della Maremma, in posizione dominante su tutto il tratto di costa che da Talamone arriva al Monte Argentario, il cosiddetto golfo di Talamone. Il territorio circostante è caratterizzato dalla presenza della vegetazione tipica della macchia mediterranea e da lunghe spiagge sabbiose, costeggiate da pinete.
Talamone dista circa 25 km da Grosseto e poco più di 20 km dal capoluogo comunale.

## Storia
Secondo la leggenda, il sito fu creato da Telamone, figlio di Eaco nella mitologia greca, che fu sepolto sotto lo sperone roccioso su cui fu creato il sito.
Sin dalle epoche più remote è conosciuta dagli etruschi come Tlamun, dai latini come Talamo, e ancor prima, dai greci, come Telamòn (Τελαμών) o Thalamòn (Θαλαμών). 
Antica e fiorente città già in epoca etrusca, vide combattere nel 225 a.C. sul suo territorio una decisiva battaglia tra romani e celti diretti verso Roma.Talamone fu poi rasa al suolo da Silla per l'appoggio che i suoi cittadini diedero a Gaio Mario nel suo tentativo di marciare contro Roma al ritorno dal suo esilio africano. Portu Talamonis è menzionato poi nell'Itinerarium Maritimum, tra i porti e gli approdi del tragitto marittimo che da Roma conduceva in Provenza.
Dominio degli Aldobrandeschi in epoca altomedievale, i quali costruirono l'imponente rocca nel corso del XIII secolo, passò ai senesi nella prima metà del secolo successivo. Tuttavia, le condizioni insalubri della Maremma e la malaria portarono Talamone a vivere secoli di degrado e abbandono, nonostante alcuni tentativi di recupero delle fortificazioni del borgo. Nel 1559 fu ceduto alla Spagna, entrando a far parte dello Stato dei Presidii, ma neanche questo riuscì a risollevare le sorti della decadente Talamone. Dopo il 1646 si verificò anche un grande spopolamento delle campagne, in seguito all'occupazione francese. Nel corso del XVIII secolo iniziò una lenta ripresa: la località è stata una tappa della spedizione in Egitto dell'ammiraglio Horatio Nelson, che partì nel 1798 da Tolone per Napoli, sostando a «la rade de Tagliamon sur les côtes de Toscane», come ha scritto Napoleone nelle sue Memoires.
Tuttavia, il nome della città è sicuramente legato all'impresa di Giuseppe Garibaldi e i suoi Mille, che qui fecero scalo nel 1860 per rifornirsi di acqua ed armi e per sbarcare trecentotredici garibaldini repubblicani. La casa dove soggiornò il patriota italiano, distrutta da alcuni bombardamenti, è stata recentemente ricostruita e vi è stata apposta una targa in ricordo dell'evento. Oggi Talamone è una rinomata località balneare del litorale maremmano e della Costa d'Argento, che vede nel turismo la sua principale risorsa.

## Monumenti e luoghi d'interesse

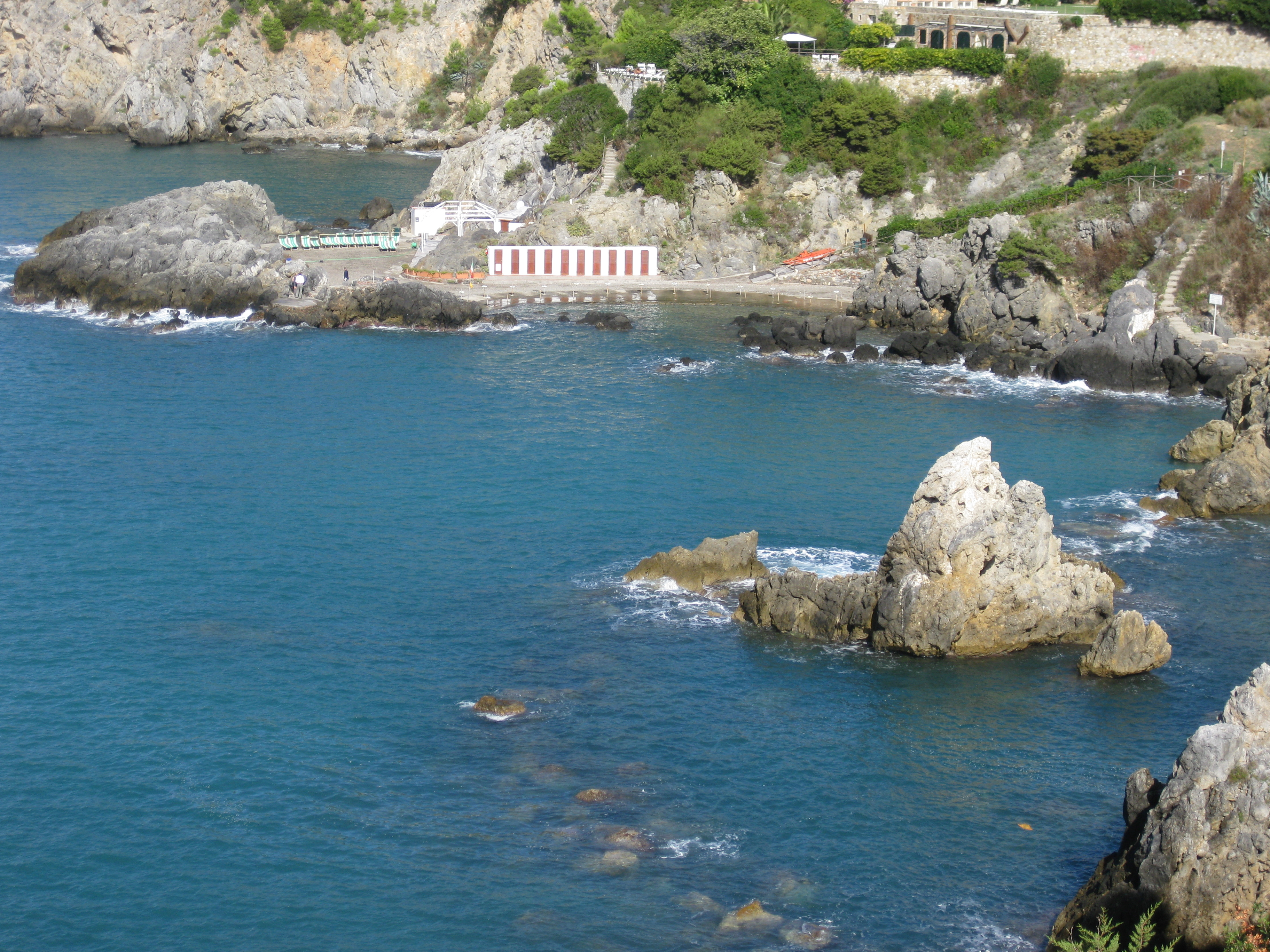
La scogliera

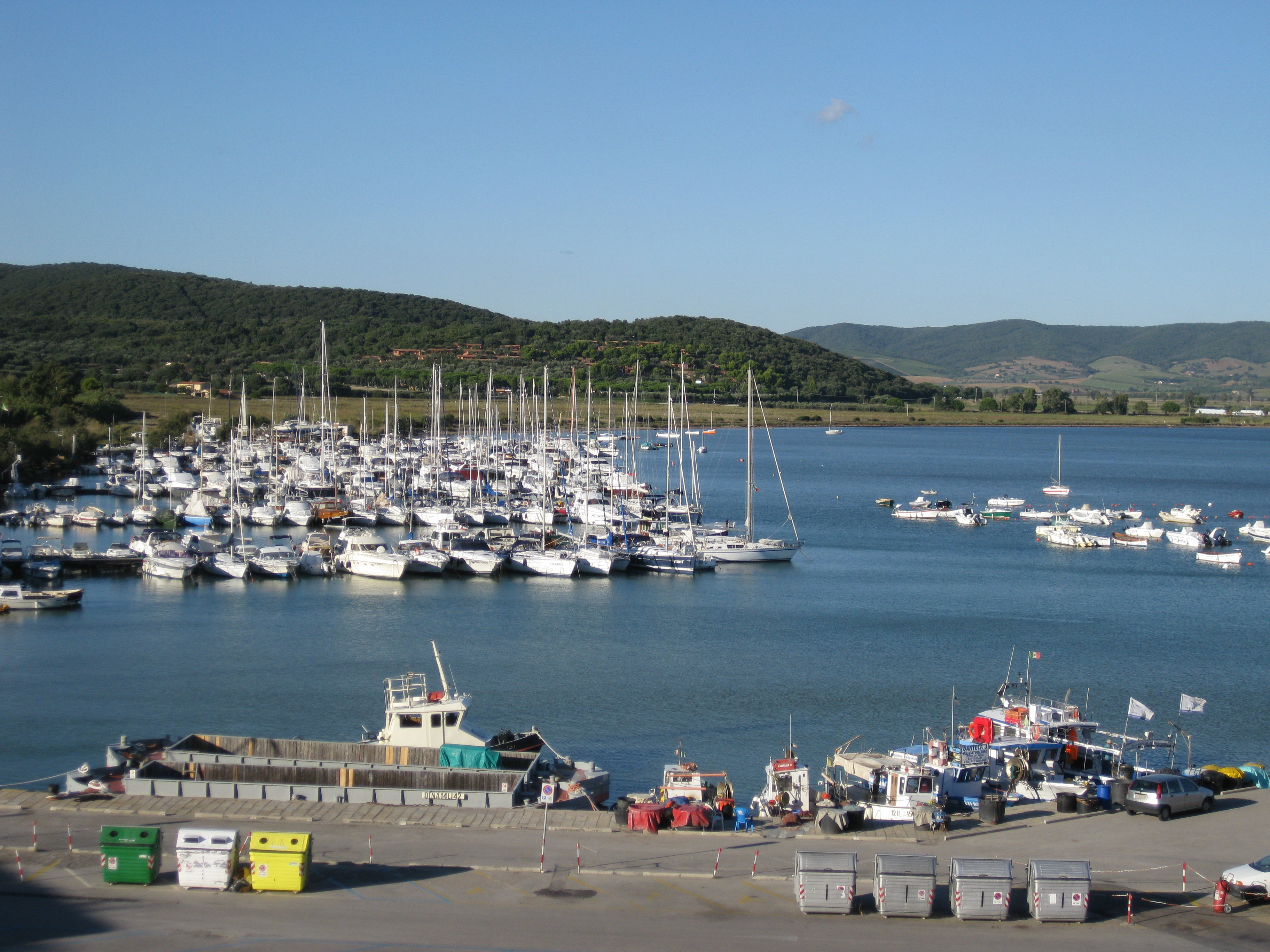
Il porto

### Architetture religiose
- Chiesa di Santa Maria Assunta, chiesa parrocchiale della frazione, è stata ricostruita nel 1949 dopo i bombardamenti del 1944 che distrussero il precedente edificio risalente al 1374 e rifatto nel XVII secolo. All'interno sono custodite alcune pregevoli opere seicentesche.
- Chiesa della Madonna delle Grazie, piccola cappella rurale situata nei pressi del podere Santa Francesca lungo la strada provinciale che collega Talamone a Fonteblanda. Risalente al XVII secolo, si presenta con la facciata preceduta da un porticato con tre ordini di archi e con campanile a vela.
- Cimitero di Talamone: si tratta di un piccolo e pittoresco camposanto situato lungo la strada che da Fonteblanda conduce al borgo di Talamone, poco prima dell'arrivo al porto. Al suo interno si trovano alcune cappelle funerarie, tra cui spicca il monumentale Mausoleo Vivarelli (1906), in stile liberty, opera dell'architetto Lorenzo Porciatti. Oltre alla chiesetta cimiteriale con semplice facciata a capanna si trovano tre cappelle funerarie, la cappella De Casa, la cappella Giovani e la cappella Valentini-Catani, pregevolmente decorate.

### Architetture militari
- Mura di Talamone: una prima cinta muraria fu costruita nel corso del XIII secolo dai conti Aldobrandeschi, mentre a partire dal 1465 iniziò un'opera di ristrutturazione affidata ai lombardi Elia Mattei, Pietro Giovanni e Giovanni Albini. Nel 1541 l'architetto Antonio Maria Lari diresse ulteriori lavori di restauro dopo consistenti danneggiamenti dovuti ad una violenta incursione di pirati. La fortificazione fu ristrutturata e potenziata dagli spagnoli nel corso dei secoli XVI e XVII. La struttura fu ulteriormente danneggiata da bombardamenti nel 1944 e lentamente iniziò nell'immediato dopoguerra un'attenta opera di restauro. Gli ultimi restauri sono stati effettuati nel 2012. Delle antiche porte d'accesso al borgo rimane oggi solo la cosiddetta Porta Garibaldi.
- Rocca aldobrandesca, imponente fortezza che domina il borgo di Talamone, fu costruita verso la metà del XIII secolo per volontà degli Aldobrandeschi, con funzioni di avvistamento e di difesa sull'approdo sottostante. Ampliata e ristrutturata dai senesi nel secolo successivo, fu ulteriormente modificata nel corso del XV secolo. Semidistrutta da alcune incursioni di pirati, fu restaurata nella seconda metà del XVI secolo, con l'entrata della località nello Stato dei Presidii. Da ricordare, inoltre, che la rocca fu il punto di raccolta per i volontari che si imbarcarono a Talamone per la spedizione dei Mille, a seguito del temporaneo sbarco di Giuseppe Garibaldi. Nel 1944 la fortificazione ha subito alcuni danneggiamenti a causa di un bombardamento, a cui seguirono opere di restauro che hanno riportato la rocca agli antichi splendori.
- Faro di Talamone, faro marittimo risalente al 1865, venne attivato dalla Marina Militare (all'epoca Regia Marina) per l'illuminazione del promontorio di Talamone. Il suo aspetto attuale è stato conferito dalla ristrutturazione avvenuta nel 1947.
- Torre delle Cannelle, situata a nord del paese su un promontorio a picco sul mare nei pressi di Cala di Forno, è stata costruita dai Medici nella seconda metà del XVI secolo ai confini meridionali del Granducato di Toscana. Ristrutturata nel XVIII secolo, è stata dismessa nella seconda metà del secolo successivo. Attualmente è adibita a struttura alberghiera.
- Torre di Capo d'Uomo, situata poco a nord di Talamone, all'interno del Parco naturale della Maremma, risale alla seconda metà del XVI secolo ed è stata edificata su una fortificazione già esistente di epoca medievale. La struttura svolgeva importanti funzioni di avvistamento lungo il tratto costiero più a nord dello Stato dei Presidii. Restaurata nel XVIII secolo, è stata dismessa nella prima metà del secolo successivo, con l'ingresso di Talamone nel Granducato di Toscana. Attualmente è una residenza privata.

### Altro

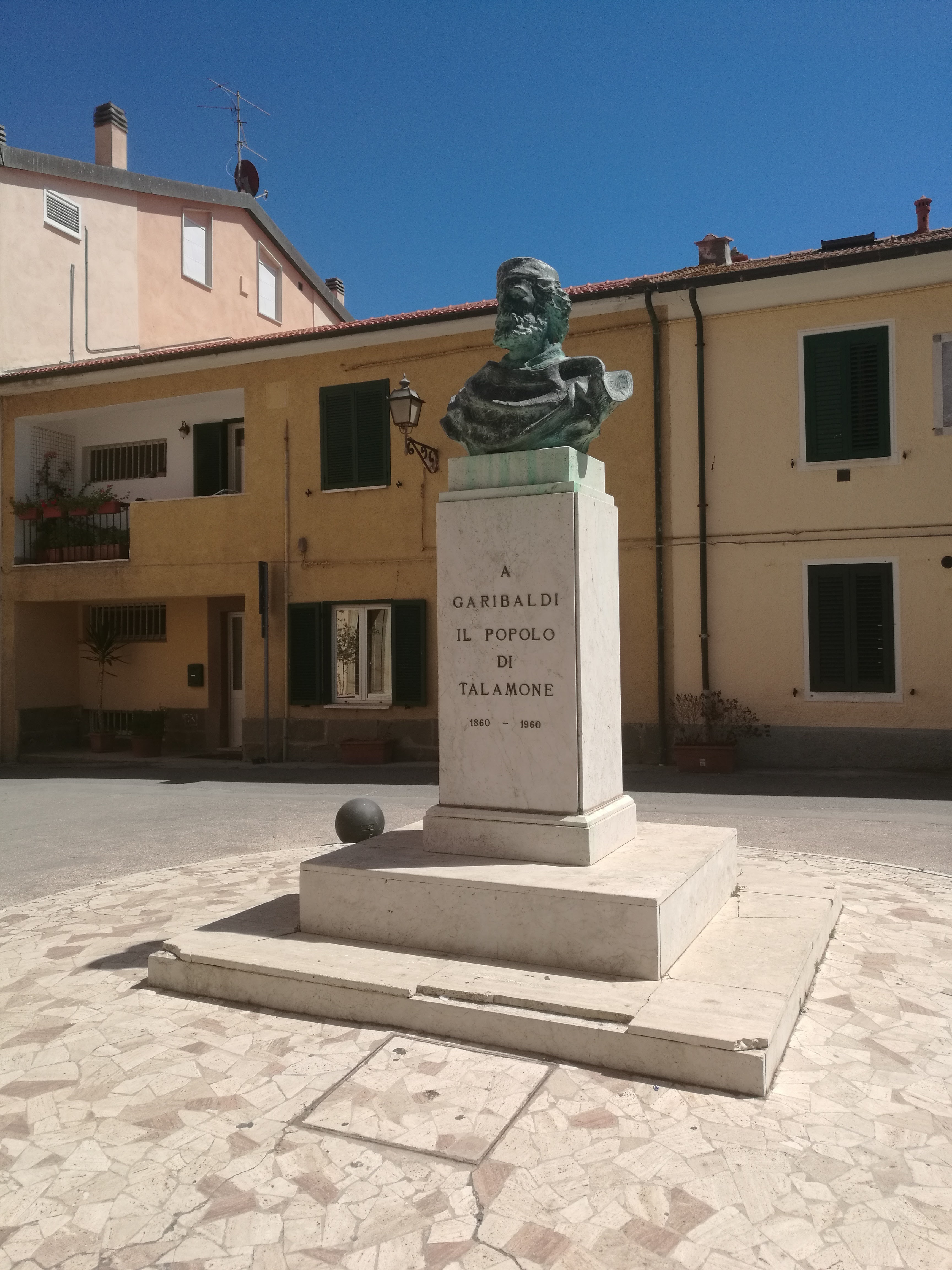
Monumento a Garibaldi

- Tempio di Talamonaccio era un tempio etrusco risalente alla fine del IV secolo a.C. situato su poggio Talamonaccio, nei pressi di Fonteblanda e Talamone.
- Monumento a Giuseppe Garibaldi, scultura situata nell'omonima piazza, vi è stata posta nel 1960 in occasione nel centennale dell'arrivo di Garibaldi a Talamone. Sul piedistallo in marmo sono incise le parole: «A GARIBALDI IL POPOLO DI TALAMONE 1860-1960».
- Monumento ai caduti per la patria, imponente colonna dorica situata nel centro del paese, sulla terrazza panoramica che domina il perimetro est delle mura, è posizionato su un piedistallo in marmo dove è posta una lapide in ghisa, decorata con motivi liberty e sormontata da un volto infantile scolpito. Nel marmo e sulla lapide sono incise alcune iscrizioni in onore dei caduti della prima guerra mondiale.

## Società

### Evoluzione demografica
Quella che segue è l'evoluzione demografica della frazione di Talamone. Sono indicati gli abitanti dell'intera frazione e dove è possibile la cifra riferita al solo capoluogo di frazione. Dal 1991 sono contati da Istat solamente gli abitanti del centro abitato, non della frazione.
| Anno | Abitanti | Abitanti       |
| Anno | Frazione | Centro abitato |
| ---- | -------- | -------------- |
| 1818 | 105      | -              |
| 1833 | 157      | -              |
| 1845 | 172      | -              |
| 1921 | 908      | -              |
| 1931 | 1 034    | -              |
| 1961 | 498      | 470            |
| 1981 | 419      | 394            |
| 2001 | -        | 345            |
| 2011 | -        | 280            |

## Cultura
(Dante, Purgatorio, Canto XIII)

### Musei
Talamone ospita presso l'ex palestra delle scuole elementari di via Nizza l'Acquario della Laguna di Orbetello, che documenta la flora e la fauna dell'area lagunare del comune orbetellano. Presso la struttura è situata anche una delle porte del Parco naturale della Maremma e in più qui si trova uno dei centri del Tartanet, ambulatorio veterinario per il recupero e la cura delle tartarughe marine. L'acquario è inserito nel sistema museale provinciale Musei di Maremma.

### Cinema
La località è stata anche usata come set per produzioni cinematografiche e televisive: si ricordano  Ulisse (1954), Mi faccio la barca (1980)  Viuuulentemente mia (1982), Il tuffo (1993), 007 – Quantum of Solace (2008) e la miniserie RAI Il commissario Manara.

## Infrastrutture e trasporti

### Strade
- Strada statale 1 Via Aurelia, permette facili collegamenti a nord con Grosseto e a sud con Roma.

### Ferrovie
- Ferrovia Tirrenica
  - Stazione di Talamone, pur portando il nome di Talamone, si trova nella frazione di Fonteblanda.

### Porti
- Porto di Talamone, attrezzato porto turistico che si affaccia sull'omonimo golfo del mar Tirreno.

## Amministrazione

### Gemellaggi
- Contrada Capitana dell'Onda di Siena.

## Galleria d'immagini

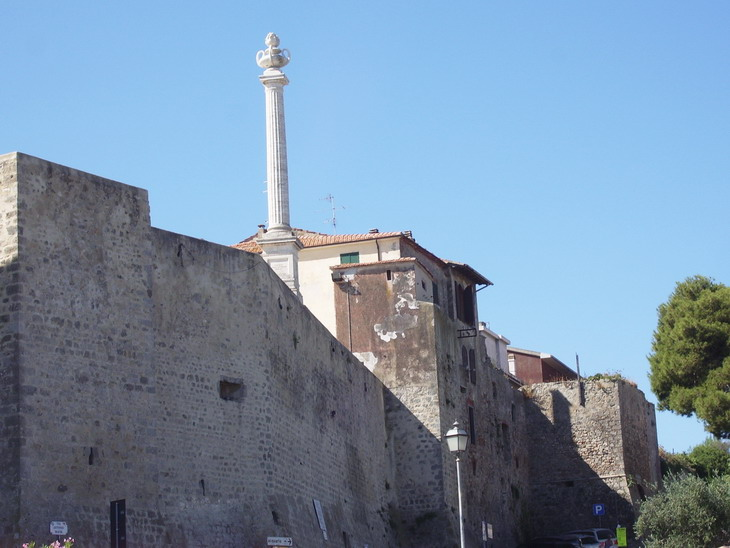
Mura di Talamone
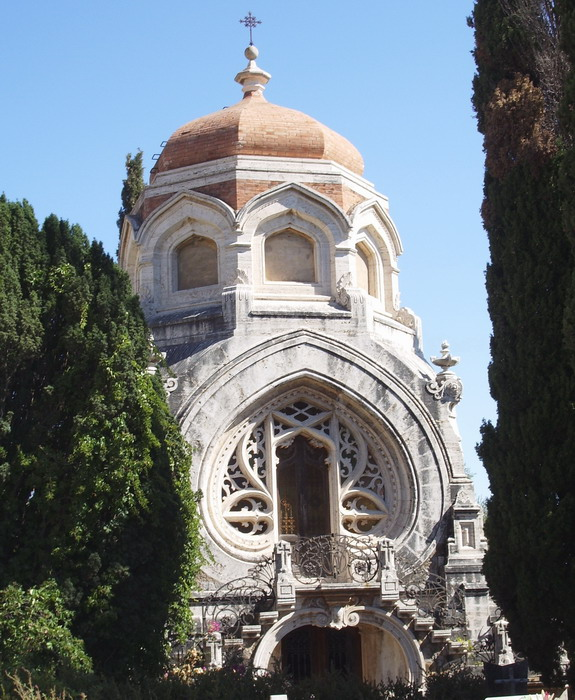
Il mausoleo Vivarelli
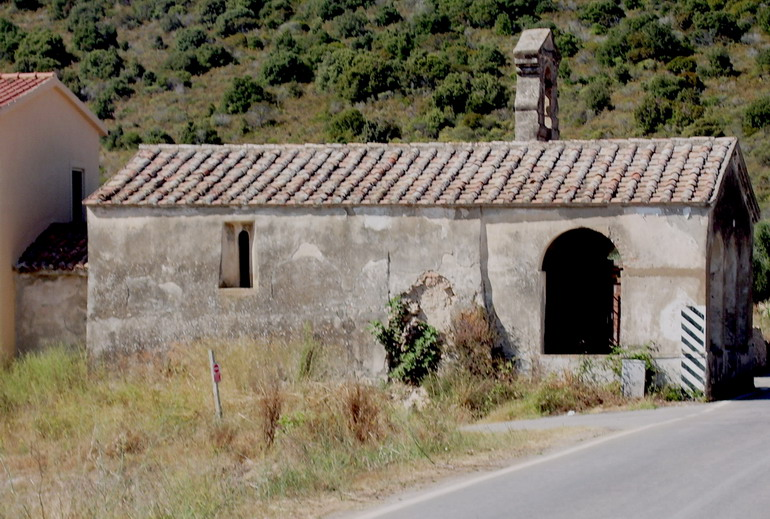
Chiesa della Madonna delle Grazie
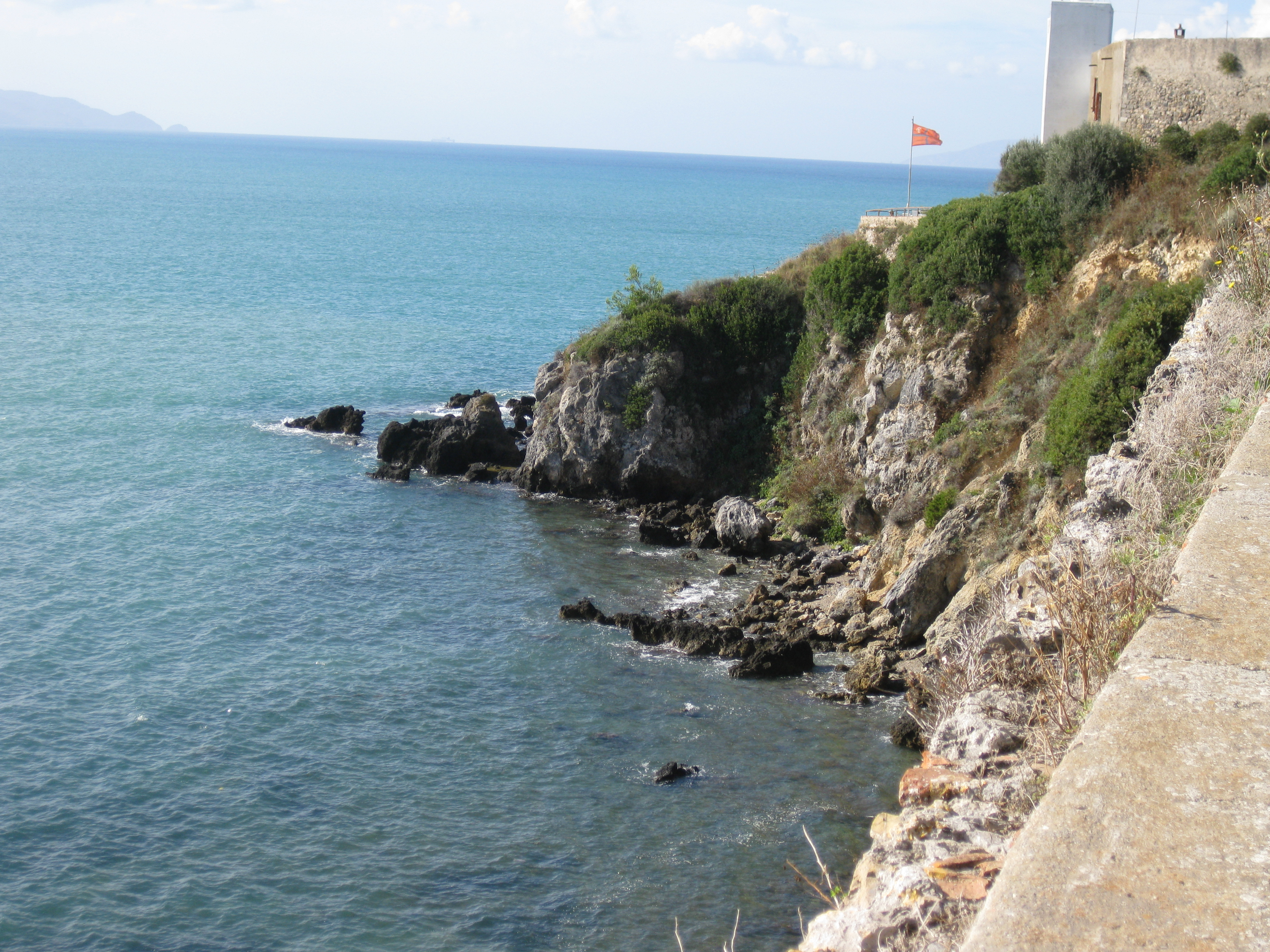
Veduta panoramica sul Mar Tirreno
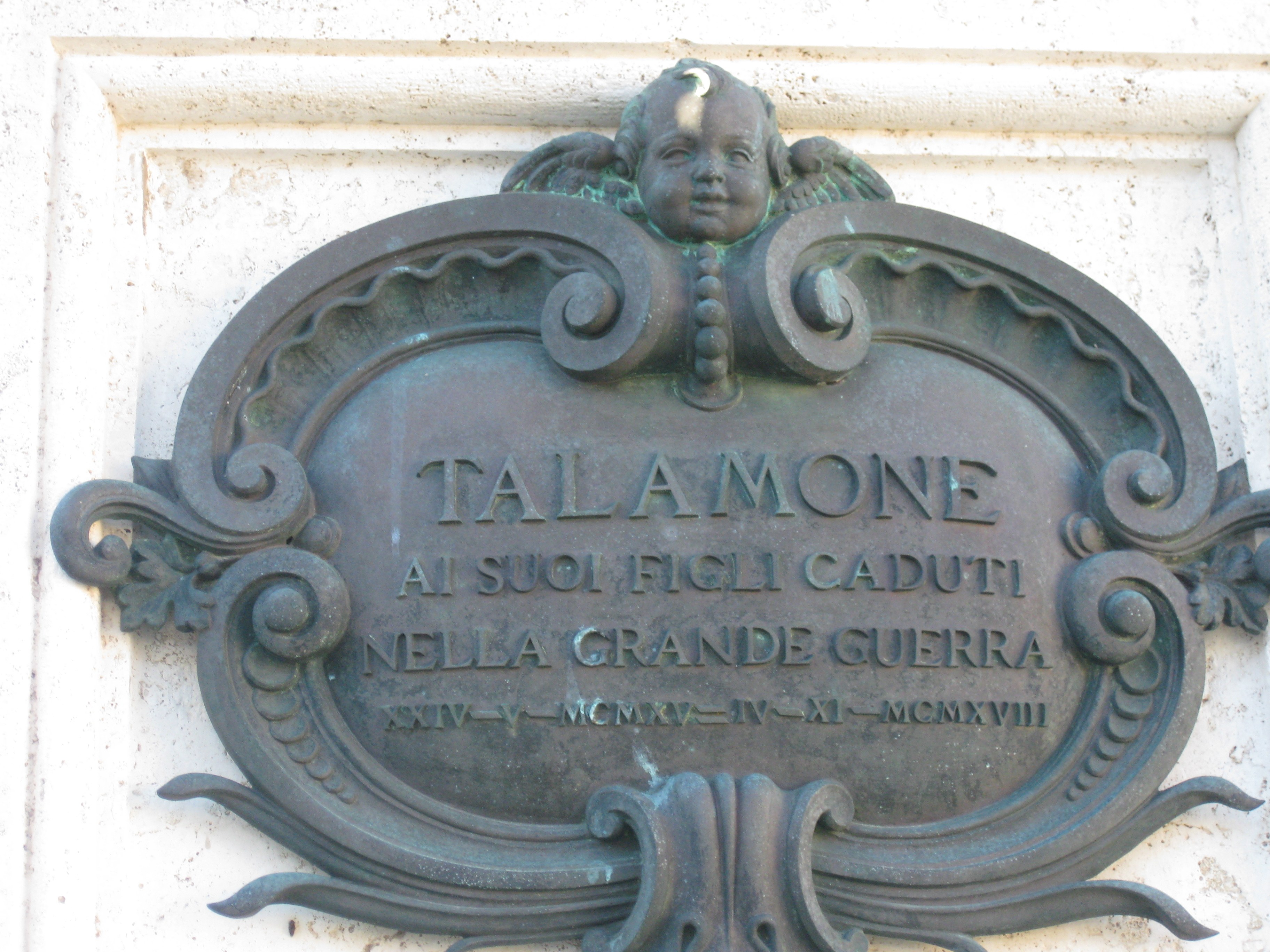
Targa dedicata ai caduti della prima guerra mondiale
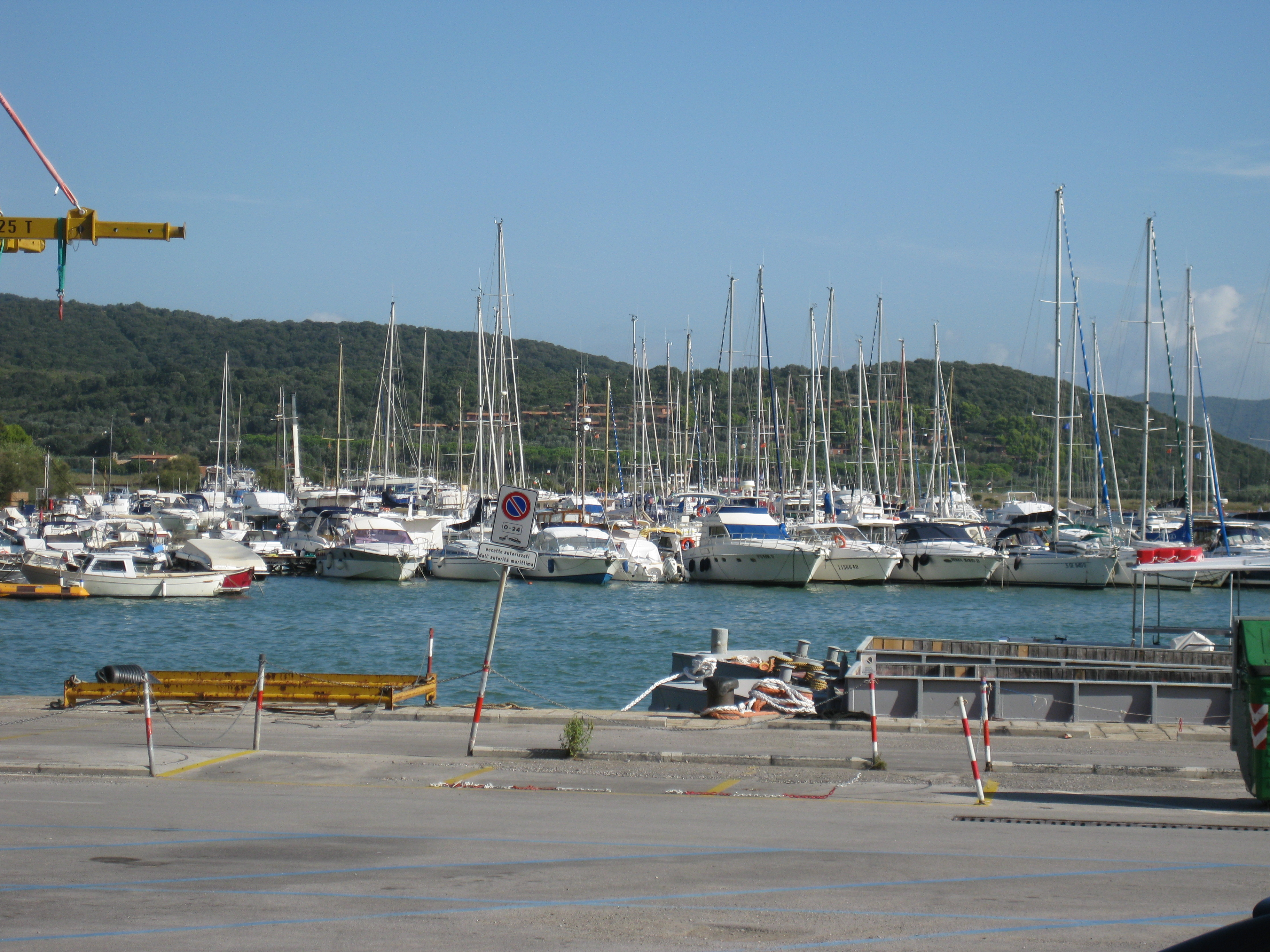
Il porto di Talamone
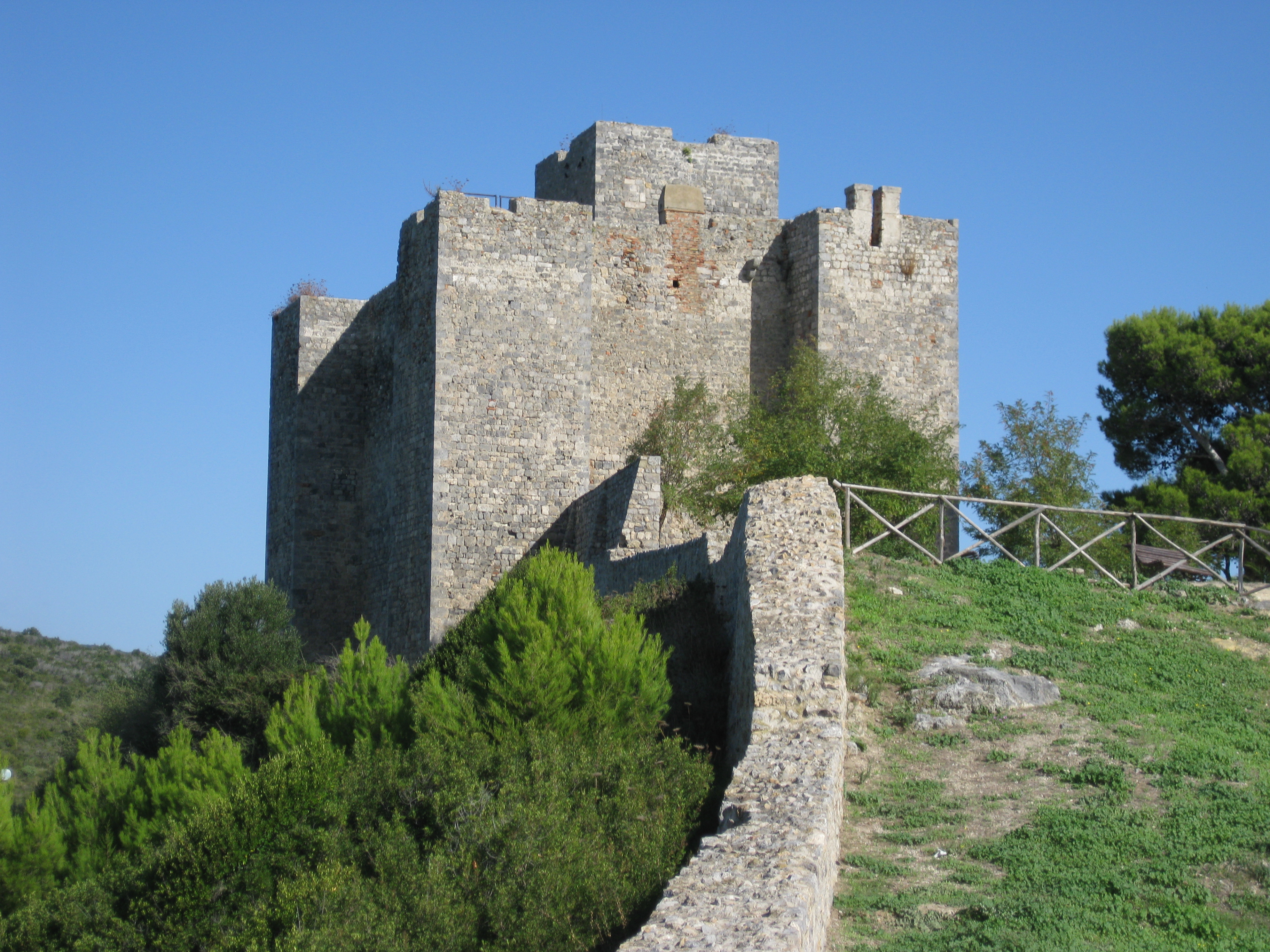
La fortezza